# Simplitype
Simplitype là một chi bướm đêm thuộc họ Noctuidae.